# 毛鬼
毛鬼,是中国传说的妖怪，是身上与许多长和硬的毛发的妖怪

## 《太平广记》
据《太平廣記》記載,唐朝宰相李林甫的宅院裡就有很多毛鬼，毛鬼也叫做毛人，会在屋上奔跑如飞。

## 《搜神后记》
在《搜神後記》里，毛鬼是出現在茶林中,会送人柑橘吃。

## 《通幽记》
《通幽记》则记载毛鬼飞奔在房屋上面。

## 参看
中国妖怪列表